# Unreal Championship 2: The Liandri Conflict
Unreal Championship 2: The Liandri Conflict è uno sparatutto in prima/terza persona facente parte della serie di videogiochi Unreal. Sviluppato da Epic Games è stato pubblicato da Midway Games il 18 aprile 2005 per la console Xbox. Successore di Unreal Championship, pubblicato nel 2002, che è esso stesso una conversione per console dello sparatutto per PC Unreal Tournament 2003. Unreal Championship 2 è stato creato appositamente per la console Xbox e utilizza in maniera completa tutte le caratteristiche del servizio Xbox Live.

## Modalità di gioco
Il giocatore può scegliere tra 14 diversi personaggi tratti dall'universo di Unreal. Unreal Championship 2 presenta anche due nuove modalità di gioco: Overdose e Massacro dei Nali (Nali Slaughter in inglese), nuove armi, tra cui armi da mischia mai viste prima, e molte nuove abilità di adrenalina. Introduce anche un personaggio segreto direttamente dalla saga di Mortal Kombat, il Dio del fulmine Raiden.
L'uso della visuale in terza persona quando si utilizza un'arma da mischia aiuta il giocatore ad avere un maggiore controllo in combattimento, (sceglierle farà cambiare la visuale automaticamente), mentre per quanto riguarda le armi da fuoco la scelta di prima o terza persona è libera e si può cambiare al volo con la semplice pressione di un tasto. Le armi da fuoco in terza persona rendono una maggiore percezione di quello che gli sta attorno, oltre alla possibilità di passare più facilmente dalle armi da fuoco alle armi da mischia con cui potrete letteralmente deflettere i proiettili. Infatti è possibile deviare un missile o un colpo di fucile da cecchino verso chi vi ha sparato.
Il gioco, oltre al classico multiplayer, presenta una modalità a giocatore singolo con una storia principale completa di filmati di intermezzo e piccoli tornei aggiuntivi diversi per ogni personaggio del gioco. Tutti i personaggi sono dotati delle abilità di adrenalina "Speed" e "Nimble", oltre a delle mosse specifiche per razza, fattibili solo tramite una sequenza simile a una combo. Il giocatore potrà inoltre modificare il gioco con dei mutatori come "Alta Velocità", "Bassa Gravità", "Vampire" e altri.